# هارینسون مانسیلا
هارینسون مانسیلا (انگلیسی: Harrinson Mancilla؛ زادهٔ ۲۲ دسامبر ۱۹۹۱) بازیکن فوتبال اهل کلمبیا است.